# Urt
Urt település Franciaországban, Pyrénées-Atlantiques megyében. Lakosainak száma 2342 fő (2022. január 1.). Urt Urcuit, Saint-Barthélemy, Saint-Laurent-de-Gosse, Briscous, Bardos, Guiche és Hasparren községekkel határos.

## Népesség
A település népessége az elmúlt években az alábbi módon változott:
| Lakosok száma | 2208 | 2220 | 2238 | 2309 | 2301 | 2316 | 2323 | 2340 | 2339 | 2342 |
|               | 2011 | 2012 | 2015 | 2016 | 2017 | 2018 | 2019 | 2020 | 2021 | 2022 |